# Pflegeperson
Pflegeperson ist ein Begriff aus dem deutschen Sozialversicherungsrecht.

## Definition und Bedeutung
Die Legaldefinition des Begriffs Pflegeperson findet sich in § 19 SGB XI. Demnach sind Pflegepersonen Personen, die nicht erwerbsmäßig, d. h. ehrenamtlich, einen mindestens erheblich Pflegebedürftigen (Pflegegrad 2 bis 5) regelmäßig an mindestens zwei Tagen pro Woche (und insgesamt mindestens zehn Stunden in der Woche) in seiner häuslichen Umgebung pflegen. Eine Pflegetätigkeit gilt als nicht erwerbsmäßig, wenn die Pflegeperson für die Pflegetätigkeit als Vergütung maximal das Pflegegeld der jeweiligen Pflegestufe erhält.
Da nur solche Personen Pflegepersonen in dem hier relevanten Sinn sind, die nicht erwerbsmäßig pflegen, sind Pflegepersonen keine Arbeitnehmer. Sie müssen nicht bei der Sozialversicherung angemeldet werden und benötigen keine Arbeitserlaubnis oder irgendwelche sonstige für Arbeitsverhältnisse nötigen Genehmigungen oder Anmeldungen.
Eine Pflegeperson muss keine Ausbildung im Pflege- oder einem anderen Bereich nachweisen und muss nicht über pflegerische Fachkenntnisse verfügen. Meistens handelt es sich bei Pflegepersonen um Familienangehörige (Ehepartner, Schwiegerkinder u. Ä.) oder Verwandte des Pflegebedürftigen. Häufig ist hier von pflegenden Angehörigen die Rede; aber auch Nachbarn, Freunde, Bekannte oder sonstige Helfer können Pflegepersonen sein.

## Leistungen
Die pflegebedürftige Person und  die Pflegepersonen erhalten bestimmte Leistungen der Pflegeversicherung, darüber hinaus kommen weitere Sozialversicherungsleistungen sowie steuerrechtliche Vergünstigungen in Betracht.

### Pflegegeld
Der Pflegebedürftige hat Anspruch auf das Pflegegeld nach § 37 Abs. 1 SGB XI. Die Geldleistung soll die Eigenständigkeit und Selbstbestimmung des Pflegebedürftigen stärken, der mit der Geldleistung seine Pflegehilfen selbst gestalten kann. Das Pflegegeld ermöglicht es dem Pflegebedürftigen, pflegenden Angehörigen oder anderen Pflegepersonen eine materielle Anerkennung für die mit großem Einsatz und Opferbereitschaft im häuslichen Bereich sichergestellte Pflege zukommen zu lassen.

Die Pflege und das Pflegegeld kann der Pflegebedürftige auch auf mehr als eine Person aufteilen (z. B. persönliche Pflege durch den Ehepartner und die zur Pflege gehörige hauswirtschaftliche Versorgung durch eine familienfremde Person). Der Pflegebedürftige verfügt über diese Beträge und zahlt sie an die Pflegeperson(en) aus. Er muss die Verwendung der Gelder nicht im Einzelnen nachweisen.
Das Pflegegeld wird nur dann gezahlt, wenn der Pflegebedürftige regelmäßig einen Beratungsbesuch zulässt.
Bei einem Krankenhausaufenthalt oder während einer stationären Rehabilitationsmaßnahme des Pflegebedürftigen wird das Pflegegeld für die ersten vier Wochen weiter gezahlt. Dauert der stationäre Aufenthalt länger als vier Wochen, wird die Zahlung des Pflegegeldes unterbrochen, bis der Pflegebedürftige wieder zu Hause ist.
Während einer Kurzzeitpflege wird die Hälfte des Pflegegeldes für acht Wochen und bei der Verhinderungspflege für sechs Wochen weiter gezahlt.
Nach dem Tod der pflegebedürftigen Person wird das Pflegegeld noch bis zum Ende des entsprechenden Monats ausgezahlt.
Das Pflegegeld beträgt monatlich (in €)
| bei Pflegegrad | seit 1. Januar 2017 |
| 2              | 316                 |
| 3              | 545                 |
| 4              | 728                 |
| 5              | 901                 |

Personen mit Pflegegrad 1 haben nur einen Anspruch auf einen zweckgebundenen Entlastungsbetrag nach § 45b (bis 31. Dezember 2016 zusätzliche Betreuungs- und Entlastungsleistungen) in Höhe von 125 €. Auch hier gelten Übergangsregelungen. Über diesen Entlastungsbetrag können abgerechnet werden: Leistungen der Tages- oder Nachtpflege, Leistungen der Kurzzeitpflege, Leistungen zugelassener Pflegedienste sowie – je nach Landesrecht – Leistungen anerkannter Angebote zur Unterstützung im Alltag (siehe hierzu auch: Nachbarschaftshilfe und Seniorenbetreuer).

### Absicherung von Pflegepersonen in der gesetzlichen Rentenversicherung
Um die ehrenamtliche Pflege zu fördern und die Pflegepersonen, die für die Pflege oft ihre bisherige Erwerbstätigkeit reduzieren oder gar aufgeben müssen, sozial abzusichern, hat der Gesetzgeber in § 3 Satz 1 Nr. 1a SGB VI die Rentenversicherungspflicht für Pflegepersonen eingeführt. Voraussetzung für den Eintritt der Versicherungspflicht ist, dass die Pflegeperson mindestens 10 Stunden wöchentlich an mindestens 2 Tagen pflegt und dass der betreute Pflegebedürftige Leistungen aus der Pflegeversicherung bezieht. Die Rentenversicherungspflicht beginnt frühestens mit dem Anspruchsbeginn des Pflegebedürftigen auf Pflegeleistungen.
Erreicht der im Pflegegutachten durch den Medizinischen Dienst der Krankenversicherung rechnerisch ermittelte gesamte Zeitaufwand für die Pflege mindestens 10 Stunden pro Woche an mindestens 2 Tagen, wird die Pflegekasse von Amts wegen tätig und prüft, ob die weiteren Voraussetzungen für die Rentenversicherungspflicht der Pflegeperson gegeben sind.
Ist eine Pflegeperson neben der Pflegetätigkeit berufstätig oder selbstständig tätig, so ist dies für den Status als „Pflegeperson“ unschädlich. Jedoch tritt keine Rentenversicherungspflicht als Pflegeperson ein, wenn die Erwerbstätigkeit an mehr als 30 Stunden pro Woche ausgeübt wird oder wenn die Pflegeperson Rente oder Pension bezieht.
Die Höhe dieser von der Pflegekasse gezahlten Rentenversicherungsbeiträge war bis 31. Dezember 2016 nach den Pflegestufen gestaffelt, ab 1. Januar 2017 nach den Pflegegraden. Sie ist abhängig von der wöchentlichen Stundenzahl und wird jährlich neu festgelegt. Die Beiträge werden von der Pflegekasse des Pflegebedürftigen an die Rentenversicherung der Pflegeperson gezahlt. Im Rahmen des Besitzstandschutzes werden laufende beitragspflichtige Einnahmen vom 1. Januar 2017 an weiterhin nach dem bis 31. Dezember 2016 geltenden Recht ermittelt, wenn diese höher sind als nach dem neuen Recht.
Bei der Rentenberechnung werden die dem Rentenversicherungsträger gemeldeten Pflegezeiten als Beitragszeiten berücksichtigt und erhöhen entsprechend die Rente. Die Beitragszeiten dienen auch der Erfüllung der Wartezeit.

### Unfallversicherung
Pflegepersonen sind nach § 2 Abs. 1 Nr. 17 SGB VII gesetzlich unfallversichert, so dass sie entsprechende Leistungen der Unfallversicherung in Anspruch nehmen können, wenn sie bei Ausübung der Pflegetätigkeit einen Unfall erleiden. Dies gilt auch, wenn die Pflegepersonen weniger als 14 Stunden in der Woche pflegen. Die versicherte Tätigkeit umfasst Pflegetätigkeiten im Bereich der Körperpflege und – soweit diese Tätigkeiten überwiegend Pflegebedürftigen zugutekommen – Pflegetätigkeiten in den Bereichen der Ernährung, der Mobilität sowie der hauswirtschaftlichen Versorgung. Zuständig sind die Unfallversicherungsträger im kommunalen Bereich. Beiträge werden nicht erhoben.

### Freiwillige Versicherung gegen Arbeitslosigkeit
Seit dem 1. Februar 2006 können sich nach § 28a SGB III Pflegepersonen, die wenigstens 14 Stunden in der Woche pflegen, auf Antrag in der Arbeitslosenversicherung versichern. Die Beiträge der freiwilligen Versicherung hat die Pflegeperson selbst zu tragen. Der monatliche Beitrag liegt bei 8,75 Euro im Westen bzw. 6,72 Euro im Osten (Stand: 2012).

### Pflegekurse
Pflegepersonen und sonstige Interessierte können nach § 45 SGB XI an Pflegekursen teilnehmen, die die Pflegekassen unentgeltlich anbieten.

### Unterstützung für Pflegebedürftige, Angehörige und Pflegepersonen
Der Spitzenverband Bund der Pflegekassen fördert unter anderem den Auf- und Ausbau und die Unterstützung von Gruppen ehrenamtlich tätiger Personen und entsprechender ehrenamtlicher Strukturen. Hierbei geht es um die Förderung von Initiativen mit dem Ziel der Unterstützung, allgemeine Betreuung und Entlastung von Pflegebedürftigen und deren Angehörigen sowie vergleichbar nahestehenden Pflegepersonen (§ 45c Absatz 1 Satz 1 Nummer 2 und Absatz 4 SGB XI).
Qualifizierte Personen, die ehrenamtlich Aufgaben der Unterstützung und Begleitung übernehmen, werden auch Pflegebegleiter genannt. Sie führen selbst keine Pflegetätigkeiten durch, sondern unterstützen und entlasten pflegende Angehörige durch Gespräche, erörtern mit ihnen Entlastungsmöglichkeiten und knüpfen Verbindungen zu anderen Helfern.
Im „Netzwerk pflegeBegleitung“ engagieren sich Organisationen, Professionelle und Ehrenamtliche für eine solche Unterstützung und Begleitung.

### Steuerfreibetrag
Für die Pflege von nicht nur vorübergehend hilflosen Familienangehörigen und anderen Personen kann die Pflegeperson einen pauschalen Steuerfreibetrag von jährlich 924 € in Anspruch nehmen (Pflege-Pauschbetrag), sofern sie für die Pflege keine Einnahmen erhalten hat (§ 33b Abs. 6 EStG). Dies gilt unabhängig von den Leistungen der Pflegeversicherung für die zu betreuende Person.
Hilflos in diesem Sinne ist eine Person, wenn sie für eine Reihe von häufig und regelmäßig wiederkehrenden Verrichtungen zur Sicherung ihrer persönlichen Existenz im Ablauf eines jeden Tages fremder Hilfe dauernd bedarf. Diese Voraussetzungen sind auch erfüllt, wenn die Hilfe in Form einer Überwachung oder einer Anleitung zu den genannten Verrichtungen erforderlich ist oder wenn die Hilfe zwar nicht dauernd geleistet werden muss, jedoch eine ständige Bereitschaft zur Hilfeleistung erforderlich ist.
Entstehen höhere Aufwendungen, so können diese anstelle des Pauschbetrags als außergewöhnliche Belastung nach § 33 EStG unter Anrechnung der zumutbaren Belastung geltend gemacht werden.